# Volo LaMia 2933
Il volo LaMia 2933 è stato un collegamento charter fra l'aeroporto Internazionale Viru Viru in Bolivia e l'aeroporto di Rionegro-José María Córdova in Colombia.
Il 28 novembre 2016, il quadrimotore Avro RJ 85 che operava il volo precipitò a sud di Medellín, in Colombia, provocando la morte di 71 persone a bordo, su un totale di 77 tra passeggeri e membri dell'equipaggio. Molte delle vittime erano giocatori della squadra brasiliana di calcio della Chapecoense, in viaggio verso Medellín per disputare la finale della Coppa Sudamericana contro la squadra colombiana dell'Atlético Nacional.
Il rapporto ufficiale dell'agenzia per l'aviazione civile della Colombia, Aerocivil, ha riscontrato che le cause dell'incidente sono state l'esaurimento del carburante a causa di un piano di volo inappropriato da parte della compagnia aerea e un errore del pilota riguardo a un processo decisionale inadeguato con il peggioramento della situazione, inclusa la mancata dichiarazione di emergenza. Per 36 minuti dopo che i livelli di carburante erano diventati criticamente bassi, non riuscendo così a informare il controllo del traffico aereo a Medellín fino a pochi secondi prima che i suoi motori a corto di carburante si spegnessero e a 18 chilometri (9,7 nmi; 11 mi) dall'aeroporto che era previsto un atterraggio immediato necessario.

## L'aereo
Il velivolo coinvolto nell'incidente era l'Avro RJ85 con marche CP-2933, numero di linea E.2348, equipaggiato con quattro motori a turboventola Honeywell LF 507 ed entrato in servizio nel 1999 per la compagnia statunitense Mesaba Airlines. Tra il 2007 e il 2013 aveva operato per CityJet per poi essere acquistato da LaMia in quello stesso anno.

## L'equipaggio
Il capitano era il 36enne Miguel Alejandro Quiroga Murakami, ex pilota dell'Aeronautica Boliviana (FAB) e in precedenza aveva volato per EcoJet, che operava anche con l'Avro RJ85. È entrato in LaMia nel 2013 e al momento dell'incidente era uno dei comproprietari della compagnia aerea nonché istruttore di volo. Quiroga aveva registrato un totale di 6.692 ore di volo, incluse 3.417 ore sull'Avro RJ85.
Il primo ufficiale era Fernando Goytia, 47 anni, anche lui ex pilota della FAB. Ha ricevuto l'abilitazione per tipo sull'Avro RJ85 cinque mesi prima dell'incidente e aveva effettuato 6.923 ore di volo, di cui 1.474 sull'Avro RJ85.
Sisy Arias, 29 anni, apprendista pilota, era un'osservatrice nella cabina di pilotaggio. Era stata intervistata dalla TV prima del volo.

## L'incidente

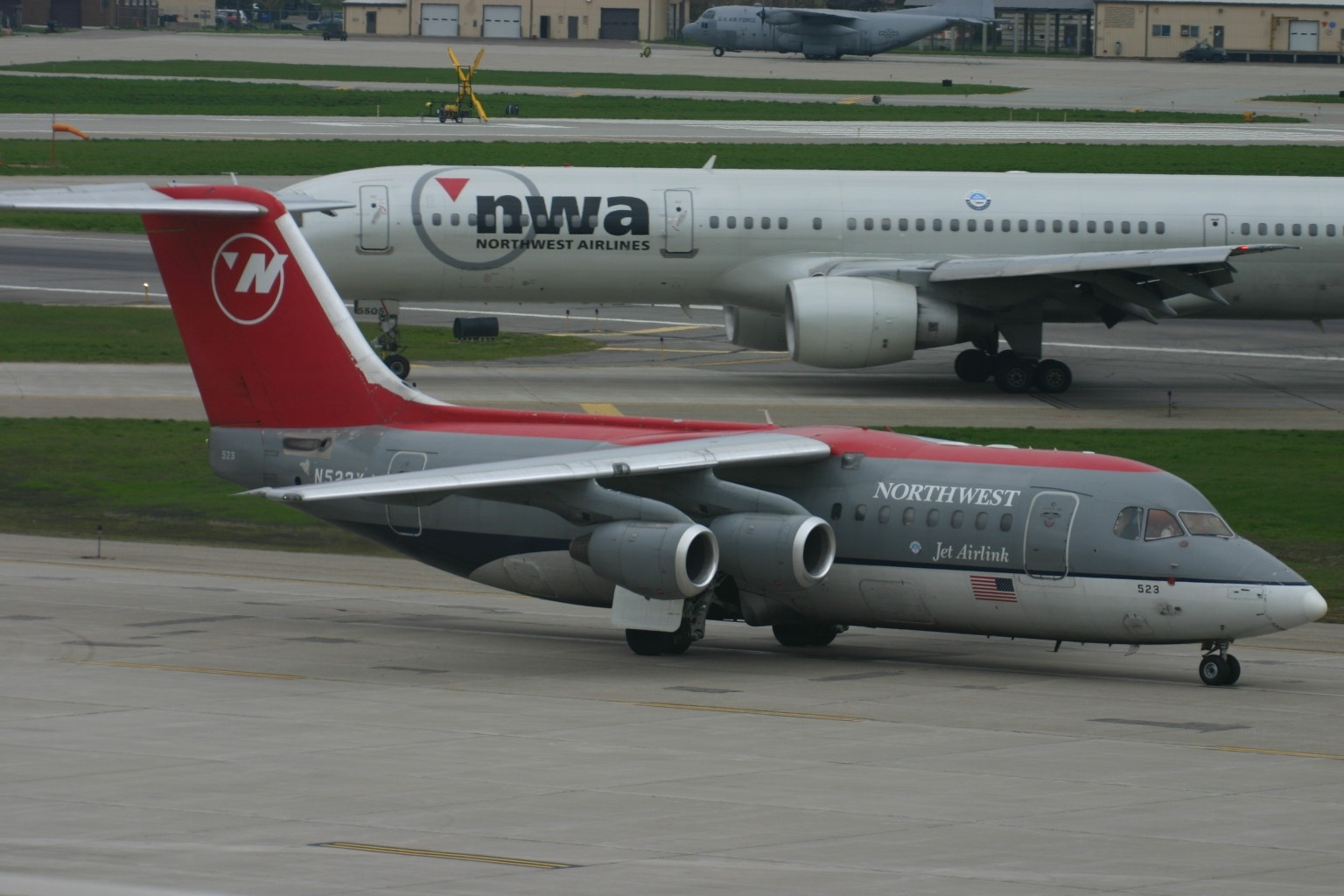
L'aereo quando volava con Mesaba Airlines per conto di Northwest Airlink.

### Contesto e transito verso la Bolivia
La richiesta iniziale della Chapecoense di noleggiare LaMia per l'intero viaggio da San Paolo a Medellín è stata rifiutata dall'Agência Nacional de Aviação Civil perché la portata limitata della libertà degli accordi aerei tra i due paesi, secondo le regole dell'Organizzazione per l'aviazione civile internazionale, avrebbe richiesto l'utilizzo di una compagnia aerea brasiliana o colombiana per tale servizio. Il club ha deciso di mantenere LaMia e ha organizzato un volo con Boliviana de Aviación da San Paolo a Santa Cruz de la Sierra, Bolivia, dove si è imbarcato sul volo LaMia.

La rotta blu è la rotta programmata originariamente che comprende lo scalo a Cobija. La rotta rossa è quella che il Volo 2933 ha effettivamente percorso il 28 novembre

LaMia aveva precedentemente trasportato altre squadre per competizioni internazionali, tra cui la Chapecoense e la Nazionale Argentina, che avevano volato sullo stesso aereo due settimane prima. Il volo proveniente da San Paolo è atterrato a Santa Cruz alle 16:50 ora locale.

### Volo da Santa Cruz
Il volo LaMia RJ85 2933 è partito da Santa Cruz alle 18:18 ora locale del 28 novembre 2016. La richiesta di un membro del team Chapecoense di recuperare un videogioco dal suo bagaglio nel carico dell'aereo ha ritardato la partenza. Il piano di volo originale prevedeva una sosta intermedia per il rifornimento di carburante all'Aeroporto Cobija-Captain Aníbal Arab, vicino al confine della Bolivia con il Brasile; tuttavia, la partenza tardiva del volo ha fatto sì che l'aereo non sarebbe arrivato a Cobija prima dell'orario di chiusura dell'aeroporto. Un funzionario dell'Amministrazione degli aeroporti e dei servizi di navigazione aerea della Bolivia (AASANA - spagnolo: Administración de Aeropuertos y Servicios Auxiliares a la Navegación Aérea) a Santa Cruz de la Sierra avrebbe rifiutato più volte il piano di volo dell'equipaggio per un volo diretto a Medellín nonostante le pressioni per approvarlo perché la portata dell'aereo è quasi uguale alla distanza del volo. Il piano di volo è stato approvato da un altro ufficiale dell'AASANA. La distanza tra gli aeroporti di Santa Cruz e Medellín è di 1.598 miglia nautiche (2.959 km; 1.839 mi). Una sosta per il rifornimento a Cobija avrebbe suddiviso il volo in due segmenti, un segmento iniziale di 514 miglia nautiche (952 km; 592 mi) fino a Cobija seguito da un volo di 1.101 miglia nautiche (2.039 km; 1.267 mi) fino a Medellín, per un totale di 1.615 miglia nautiche (2.991 km; 1.859 mi).

Traiettoria di volo dell'aereo negli ultimi 15 minuti di volo. La linea verde indica il periodo durante il quale l'aereo era in modalità di attesa al livello di volo 210 (circa 21.000 piedi di altitudine) (2:46:08–2:53:09 UTC). La stella arancione indica la posizione in cui i segnali di sorveglianza dipendente automatica – trasmissione (ADS-B) sono stati persi (2:55:48 UTC). Il luogo dell'incidente è indicato in rosso.

L'equipaggio di volo prevedeva un consumo di carburante di 8.858 kg per la rotta pianificata di 1.611 nmi (inclusi 200 kg per il rullaggio). Dopo il rifornimento a Santa Cruz, CP2933 aveva 9.073 kg a bordo. I regolamenti ICAO avrebbero richiesto loro di trasportare un carico totale di carburante di 12.052 kg, per consentire trattenimento, deviazione e altri imprevisti. I serbatoi di carburante dell'RJ85 hanno una capacità di 9.362 kg. Intorno alle 21:16, a circa 180 miglia nautiche dalla loro destinazione, l'aereo ha visualizzato un avviso di carburante basso. A questo punto si trovavano a 77 miglia nautiche da Bogotá, ma l'equipaggio non ha intrapreso alcuna azione per deviare lì, né per informare l'ATC della situazione. Il RJ85 ha continuato la sua rotta e ha iniziato la sua discesa verso Medellín alle 21:30.
Un altro aereo era stato dirottato su Medellín dalla rotta prevista (da Bogotá a San Andres) a causa di una sospetta perdita di carburante. I controllori del traffico aereo di Medellín hanno dato la priorità all'aereo per atterrare e alle 21:43 l'equipaggio del LaMia RJ85 è stato incaricato di entrare in uno schema di attesa a forma di pista presso il radiofaro di navigazione radiofonico VHF omnidirezionale (VOR) di Rionegro e attendere con altri tre aerei il suo turno per atterrare. L'equipaggio ha richiesto e ottenuto l'autorizzazione a fermarsi in un waypoint di navigazione d'area (RNAV) denominato GEMLI, a circa 5,4 miglia nautiche (10 km; 6 mi) a sud del Rionegro VOR. In attesa dell'atterraggio dell'altro aereo, durante gli ultimi 15 minuti del suo volo, l'RJ85 ha completato due giri dello schema di attesa. Ciò ha aggiunto circa 54 miglia nautiche (100 km; 62 mi) alla sua traiettoria di volo.

Profilo degli ultimi 15 minuti del volo

Alle 21:49, l'equipaggio ha richiesto la priorità per l'atterraggio a causa di non specificati "problemi con il carburante", e gli è stato detto di aspettarsi un'autorizzazione all'avvicinamento in "circa sette minuti". Alle 21:52, ben 36 minuti dopo che l'allarme di bordo di basso carburante aveva notificato all'equipaggio la sua situazione, l'equipaggio ha finalmente dichiarato un'emergenza carburante e ha richiesto l'immediata autorizzazione alla discesa e "vettori" per l'avvicinamento. Alle 21:53, con l'aereo prossimo alla fine del suo secondo giro del circuito di attesa, i motori 3 e 4 (i due motori sull'ala destra) si spensero per esaurimento del carburante; i motori 1 e 2 si spensero due minuti dopo, a quel punto il registratore dei dati di volo (FDR) smise di funzionare. Poco prima delle 22:00, mentre volava nello spazio aereo colombiano tra i comuni di La Ceja e La Unión, il pilota ha segnalato un guasto elettrico e un esaurimento del carburante. Un controllore del traffico aereo comunicò via radio che l'aereo si trovava a 0,1 miglia nautiche (190 m; 200 yd) dal Rionegro VOR, ma i dati sull'altitudine non venivano più ricevuti. L'equipaggio rispose che l'aereo si trovava a un'altitudine di 9.000 piedi (2.700 m); la procedura per un aereo che si avvicina per atterrare all'aeroporto internazionale José María Córdova afferma che deve trovarsi ad un'altitudine di almeno 10.000 piedi (3.000 m) quando passa sopra il Rionegro VOR. Il radar del controllo del traffico aereo ha smesso di rilevare l'aereo alle 21:55 ora locale mentre scendeva tra le montagne a sud dell'aeroporto.
Alle 21:59, l'aereo colpì la cresta su una montagna conosciuta come Cerro Gordo a un'altitudine di 2.600 metri (8.500 piedi) mentre volava in direzione nord-ovest, con i rottami della parte posteriore dell'aereo sul lato sud della cresta e di altri rottami che si posano sul lato settentrionale della cresta adiacente all'impianto di trasmissione VOR di Rionegro, che è in linea con la pista 01 dell'aeroporto internazionale José María Córdova e a circa 18 chilometri (9,7 nmi; 11 mi) dalla estremità meridionale.

## I soccorsi
Inizialmente gli elicotteri dell'Aeronautica Colombiana non sono riusciti a raggiungere il posto a causa della forte nebbia nell'area, mentre gli operatori di primo soccorso sono arrivati due ore dopo l'incidente e hanno trovato detriti sparsi in un'area di circa 100 metri di diametro.
Fu solo alle 02:00 del 29 novembre che il primo sopravvissuto arrivò in ospedale: Alan Ruschel, uno dei membri del team della Chapecoense. Sei persone sono state trovate vive tra i rottami. L'ultimo sopravvissuto a essere ritrovato è stato il calciatore Neto, scoperto alle 05:40. Il portiere di riserva della Chapecoense Jakson Follmann ha subito un'amputazione della gamba potenzialmente salvavita. Nello schianto morirono 71 dei 77 occupanti. Inizialmente si pensava che il numero dei morti fosse 75, ma in seguito si scoprì che quattro persone non erano salite a bordo dell'aereo. Il personale dell'aeronautica militare colombiana ha estratto i corpi di 71 vittime dai rottami e li ha portati in una base aerea. Sono stati poi portati all'Instituto de Medicina Legal di Medellín per l'identificazione.

## Le indagini

### Indagine colombiana sull'incidente

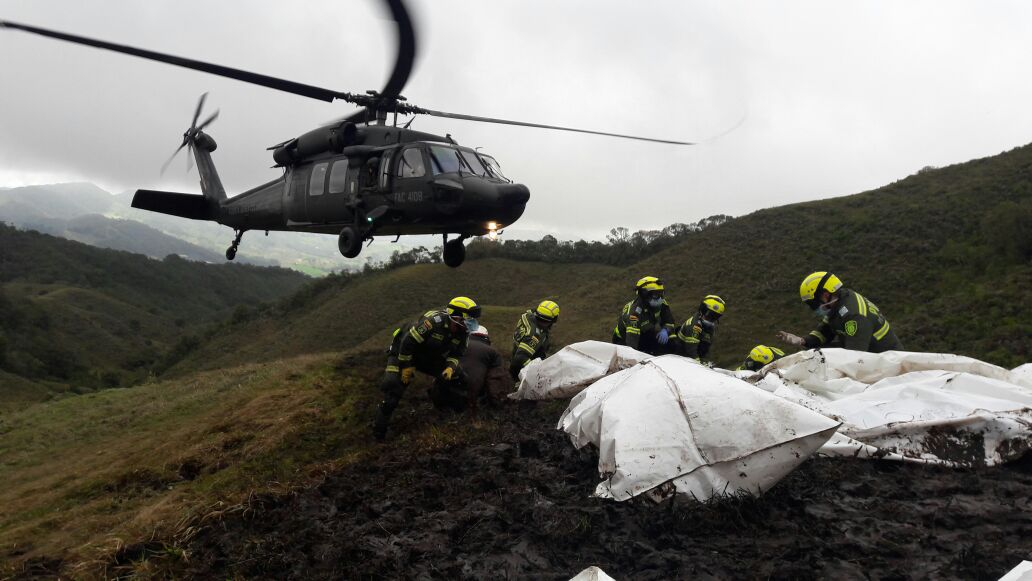
Recupero dei cadaveri

L'Air Accident Investigation Group (GRIAA - spagnolo: Grupo de Investigación de Accidentes Aéreos), il gruppo

investigativo dell'Unità amministrativa speciale dell'aeronautica civile della Colombia (UAEAC o Aerocivil - spagnolo: Unidad Administrativa Especial de Aeronáutica Civil), ha indagato sull'incidente, con assistenza da BAE Systems (la società succeduta alla British Aerospace, produttrice dell'aereo) e dalla Air Accidents Investigation Branch (AAIB) come organo investigativo dello stato del produttore. È stata schierata una squadra di tre investigatori sugli incidenti dell'AAIB. A loro si sono uniti gli investigatori dell'autorità aeronautica nazionale della Bolivia, la Direzione generale dell'aviazione civile (DGAC - spagnolo: Dirección General de Aeronáutica Civil). In totale sono stati impiegati nelle indagini ventitré specialisti; oltre a dieci investigatori colombiani e quelli provenienti da Bolivia e Regno Unito, Brasile e Stati Uniti hanno contribuito con personale alle indagini. Nel pomeriggio del 29 novembre l'UAEAC ha riferito che entrambi i registratori di volo, il registratore dei dati di volo (FDR) e il registratore vocale della cabina di pilotaggio (CVR) erano stati recuperati intatti.

I dati di velocità e altitudine del Volo 2933 registrati dal sistema ADS-B

Ben presto emersero prove che suggerivano che l'aereo avesse finito il carburante: l'assistente di volo sopravvissuto all'incidente riferì che le ultime parole del capitano furono "non c'è carburante", e le trasmissioni in tal senso dai piloti all'ATC furono ascoltate dagli equipaggi. di altri aerei e registrato nella torre di controllo.Poco dopo l'incidente, la persona che ha condotto le indagini ha dichiarato che "non c'erano prove di carburante nell'aereo" e che l'aereo non ha preso fuoco quando si è schiantato. L'analisi dell'FDR ha mostrato che tutti e quattro i motori si sono spenti pochi minuti prima dell'incidente.
L'indagine ha rilevato che LaMia aveva costantemente utilizzato la sua flotta senza il carico di carburante richiesto dalla legge ed era stata semplicemente fortunata ad evitare qualsiasi ritardo che il carico di carburante obbligatorio avrebbe dovuto consentire. Un rapporto investigativo della società di media americana in lingua spagnola Univision, utilizzando i dati del sito web Flightradar24, ha affermato che la compagnia aerea aveva infranto le norme sul carburante e sul carico dell'Organizzazione internazionale dell'aviazione civile su 8 dei suoi 23 voli precedenti dal 22 agosto. Ciò includeva due voli diretti da Medellín a Santa Cruz: uno il 29 ottobre che trasportava l'Atlético Nacional alla tappa di trasferta della semifinale di Copa Sudamericana e un volo senza passeggeri il 4 novembre. Il rapporto affermava che gli otto voli avrebbero utilizzato almeno parte delle riserve obbligatorie di carburante dell'aereo (una quantità di carburante variabile per consentire ulteriori 45 minuti di volo), concludendo che la compagnia era abituata a operare voli al limite della resistenza dell'RJ85.

### Rapporto finale
Il 27 aprile 2018, gli investigatori pubblicarono il rapporto finale dell'incidente del volo LaMia 2933, indicando le seguenti cause principali:
- La compagnia aveva pianificato in maniera incorretta il piano di volo, senza considerare la sufficiente quantità di carburante per raggiungere l'aeroporto di destinazione in sicurezza.
- I quattro motori smisero di funzionare in seguito al totale consumo di carburante.
- Scarsa decisione da parte dei dipendenti LaMia «a seguito di processi che non riuscirono a garantire la sicurezza operativa».
- Scarsa decisione dei piloti che, nonostante il basso livello di carburante a disposizione, decisero di proseguire la rotta considerata anziché atterrare in un aeroporto vicino per rifornire l'aeromobile.

Nel rapporto vennero citati ulteriori fattori che contribuirono alla tragedia:
- Decisione dei piloti di effettuare la configurazione di atterraggio, abbassando il carrello ed estendendo i flap, in anticipo, provocando un aumento della resistenza aerodinamica che favorì lo schianto.
- Carenze nella pianificazione di volo della compagnia e mancanza di supervisione da parte degli operatori LaMia.
- Mancata segnalazione tempestiva da parte dei piloti in seguito all'accensione della spia del carburante alla torre di controllo colombiana.
- Intenso traffico intorno all'aeroporto di Rionegro che ritardò ulteriormente l'avvicinamento all'unica pista per il volo.

### Altri risultati
Il CVR aveva registrato i piloti mentre discutevano dello stato del carburante e delle possibili soste durante il percorso, ma erano così abituati a operare con una quantità minima di carburante che hanno deciso di non effettuare una sosta quando l'ATC ha assegnato loro una modifica sulla rotta che ha consentito di risparmiare qualche minuto. del tempo di volo. Per ragioni sconosciute, il CVR ha interrotto la registrazione un'ora e quaranta minuti prima dell'FDR, quando l'aereo era ancora a circa 550 miglia nautiche (1.020 km; 630 mi) dal luogo dell'incidente presso la VOR di Rionegro. L'analista dell'aviazione John Nance e Gli investigatori della GRIAA Julian Echeverri e Miguel Camacho avrebbero poi suggerito che la spiegazione più probabile è che il capitano del volo, che era anche comproprietario di LaMia, abbia tirato l'interruttore del CVR per impedire la registrazione delle discussioni successive, sapendo che il volo non aveva il carico di carburante adeguato.
Si stima che l'aereo fosse sovraccarico di quasi 400 chilogrammi (880 libbre).
A causa delle restrizioni imposte dal fatto che l'aeromobile non è conforme alle norme sulla minima separazione verticale ridotta (RVSM), il piano di volo presentato, con un livello di volo di crociera (FL) nominato superiore a 280 (circa 28.000 piedi (8.500 m) di altitudine), era in violazione dei protocolli. Il piano di volo, depositato presso AASANA, prevedeva un'altitudine di crociera di FL300 (circa 30.000 piedi (9.100 m)). Il piano di volo è stato inviato per la revisione anche alle autorità colombiane e brasiliane, in conformità con le normative regionali.

### Indagine criminale boliviana
Una settimana dopo l'incidente, la polizia boliviana ha arrestato il direttore generale di LaMia con varie accuse, tra cui omicidio colposo. Suo figlio, che lavorava per la DGAC, è stato arrestato con l'accusa di aver usato la sua influenza per ottenere l'autorizzazione operativa dell'aereo. Un pubblico ministero coinvolto nel caso ha detto ai giornalisti che "l'accusa ha raccolto dichiarazioni e prove che dimostrano la partecipazione dell'imputato ai reati di abuso di influenza, condotta incompatibile con i pubblici uffici e violazione dei doveri".
È stato emesso un mandato di arresto nei confronti del dipendente dell'AASANA di Santa Cruz che si era rifiutato di approvare il piano di volo del volo 2933, successivamente approvato da un altro funzionario. È fuggito dal paese cercando asilo politico in Brasile, sostenendo che dopo l'incidente aveva ricevuto pressioni dai suoi superiori per modificare un rapporto che aveva fatto prima del decollo dell'aereo e che temeva che la Bolivia non le avrebbe concesso un processo equo. È stato emesso un mandato d'arresto anche per un altro comproprietario di LaMia, ma quattro settimane dopo l'incidente non era ancora stato localizzato.

## Passeggeri
Squadra della Chapecoense
- Adriano Bitencourt († 45)[35]
- Ailton Cesar Junior Alves da Silva (detto Canela, († 22)[35])
- Alan Ruschel (sopravvissuto)[36]
- Ananias Eloi Castro Monteiro († 27)
- Anderson Martins †
- Anderson Paixão †
- Arthur Maia († 24)
- Bruno Rangel († 34)
- Cléber Santana († 35)
- Cleberson Fernando da Silva †
- Daví Barela Dávi †
- Decio Filho †
- Delfim Pádua Peixoto Filho († 75)
- Dener Assunção Braz († 25)
- Edir De Marco †
- Eduardo de Castro Filho †
- Eduardo Preuss †
- Emersson Domenico †
- Everton Kempes dos Santos Gonçalves, noto solo come Kempes († 31)
- Filipe Machado († 32)
- Gelson Merísio
- Gilberto Thomaz
- Guilherme Gimenez de Souza († 21)
- Hélio Hermito Zampier Neto, noto solo come Neto (sopravvissuto)[36]

- Jakson Follmann (sopravvissuto)[36]
- Jandir Bordignon
- José Gildeixon de Paiva (detto Gil; † 29)
- Josimar Rosado da Silva Tavares († 30)
- Lucas Gomes da Silva († 26)
- Luiz Carlos Saroli (detto Caio Júnior; † 51)
- Luiz Cunha
- Luiz Grohs (detto Pipe Grohs)
- Marcelo Augusto Mathias da Silva († 25)
- Marcio Koury
- Marcos Danilo Padilha († 31)
- Mateus Lucena dos Santos (detto Caramelo; † 22)
- Matheus Biteco († 21)
- Mauro Bello
- Mauro Stumpf
- Nilson Jr.
- Rafael Gobbato
- Ricardo Porto
- Sandro Pallaoro
- Sérgio de Jesus
- Sérgio Manoel Barbosa Santos († 27)
- Tiago da Rocha Vieira Alves (detto Tiaguinho; † 22)
- Willian Thiego de Jesus († 30)

## Le reazioni

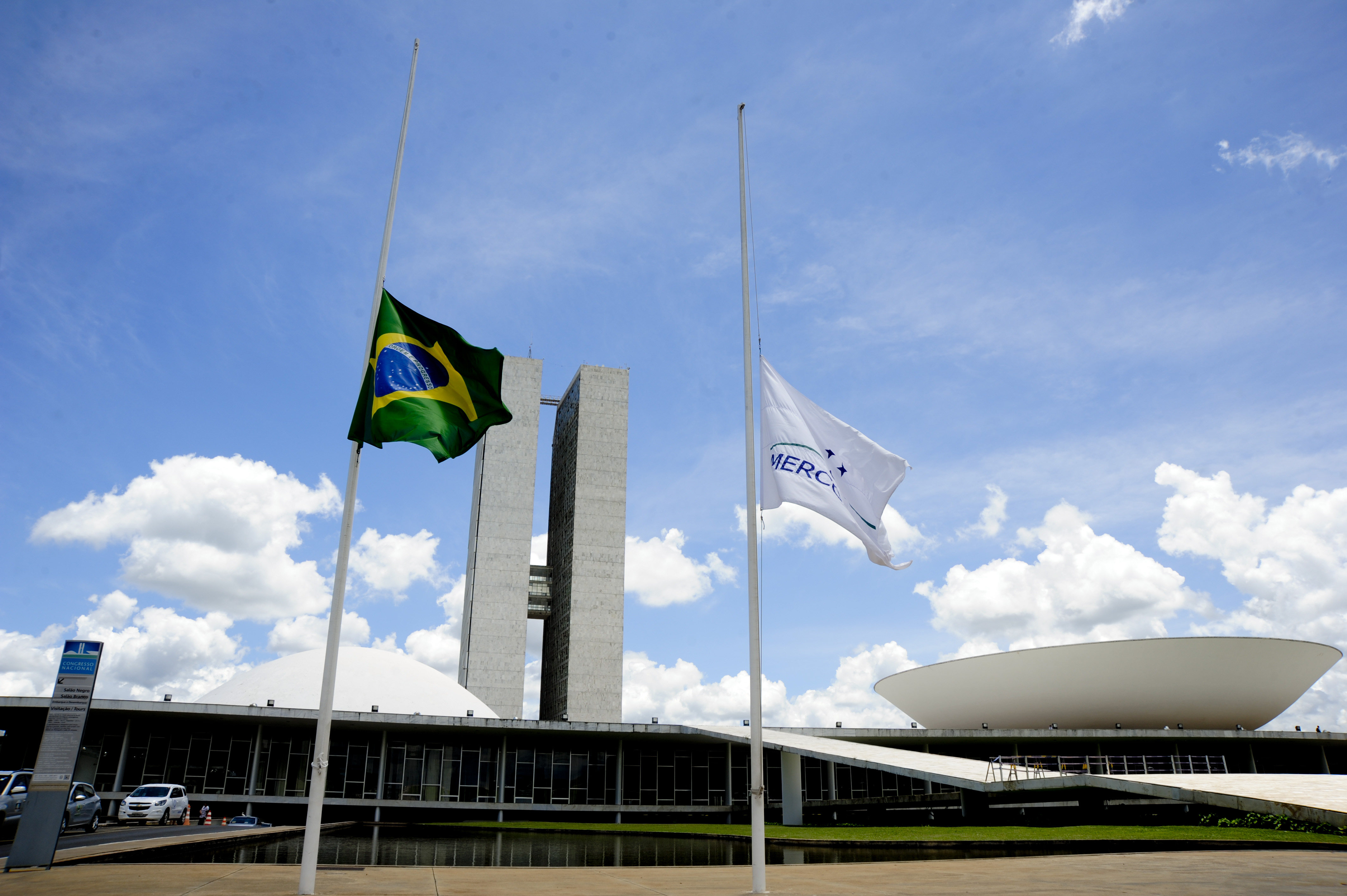
Le bandiere del Brasile e del Mercosur issate a mezz'asta al Palazzo del Congresso Nazionale di Brasilia

Dopo l'incidente il Presidente del Brasile Michel Temer ha proclamato tre giorni di lutto nazionale in tutto il Paese.
Il 2 dicembre il ministero dei servizi pubblici boliviani sospese il certificato di operatore aereo alla compagnia aerea LaMia che era stato rilasciato nel 2015.
Il governo boliviano decise di sospendere Cesar Varela, direttore dell'autorità per l'aviazione civile boliviana (DGAC) e Tito Gandarillas, presidente dell'AASANA (Administración de Aeropuertos y Servicios Auxliares a la Navegación Aérea, equivalente boliviano dell'ENAV). Inoltre venne rimosso dal proprio incarico anche Gustavo Vargas Villegas responsabile del registro aerei della DGAC che era il figlio di uno dei fondatori della compagnia aerea.

### Reazioni dal mondo del calcio

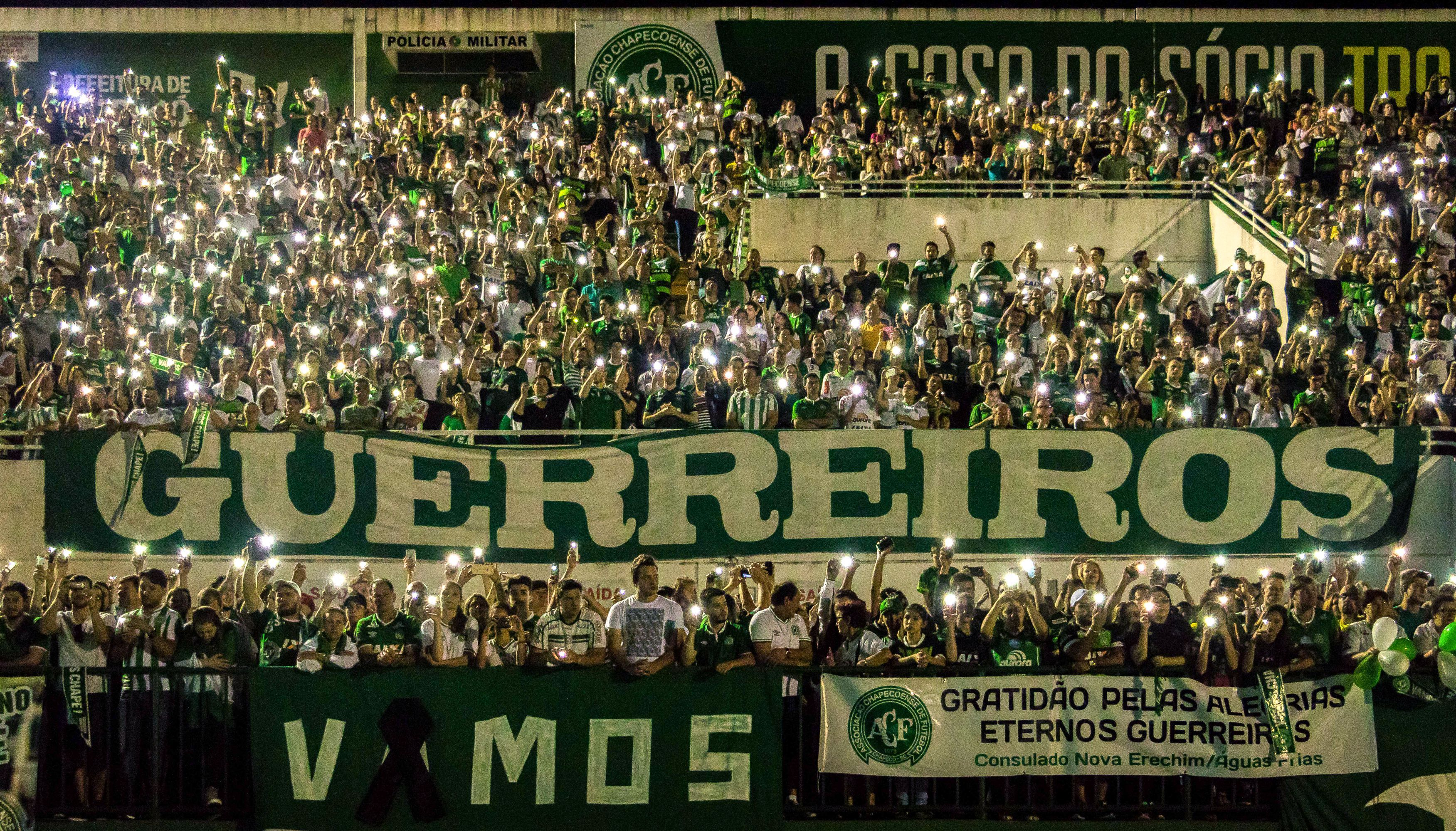
A Chapecó, la città natale della Chapecoense, si è tenuta una veglia alla quale hanno partecipato migliaia di persone

Molte squadre di calcio sudamericane hanno reso omaggio alla Chapecoense cambiando le loro divise da gioco per includere lo stemma della Chapecoense o indossando la divisa da gioco della Chapecoense o i colori verdi. Anche le partite in tutto il mondo sono iniziate con un minuto di silenzio.

#### CONMEBOL
La Confederación sudamericana de Fútbol ha comunicato l'immediata sospensione di tutte le attività sportive, rinviando la finale della Coppa Sudamericana a data da destinarsi, mentre la CBF ha rinviato l'ultimo turno del campionato nazionale e la finale di Coppa del Brasile. L'Atlético Nacional emetteva un comunicato per proporre alla CONMEBOL l'assegnazione d'ufficio del titolo di campione sudamericano alla Chapecoense, per commemorare le vittime dell'incidente. La squadra brasiliana ha ricevuto il premio in denaro del vincitore (2 milioni di dollari) e si è qualificata per la Copa Libertadores 2017, la Recopa Sudamericana 2017 contro l'Atlético Nacional e il Campionato Suruga Bank 2017 contro i campioni della J1 League Urawa Red Diamonds. L'Atlético Nacional ha anche ricevuto il CONMEBOL Centennial Fair Play Award in riconoscimento della sua sportività nel suggerire che alla Chapecoense venisse assegnato il titolo.

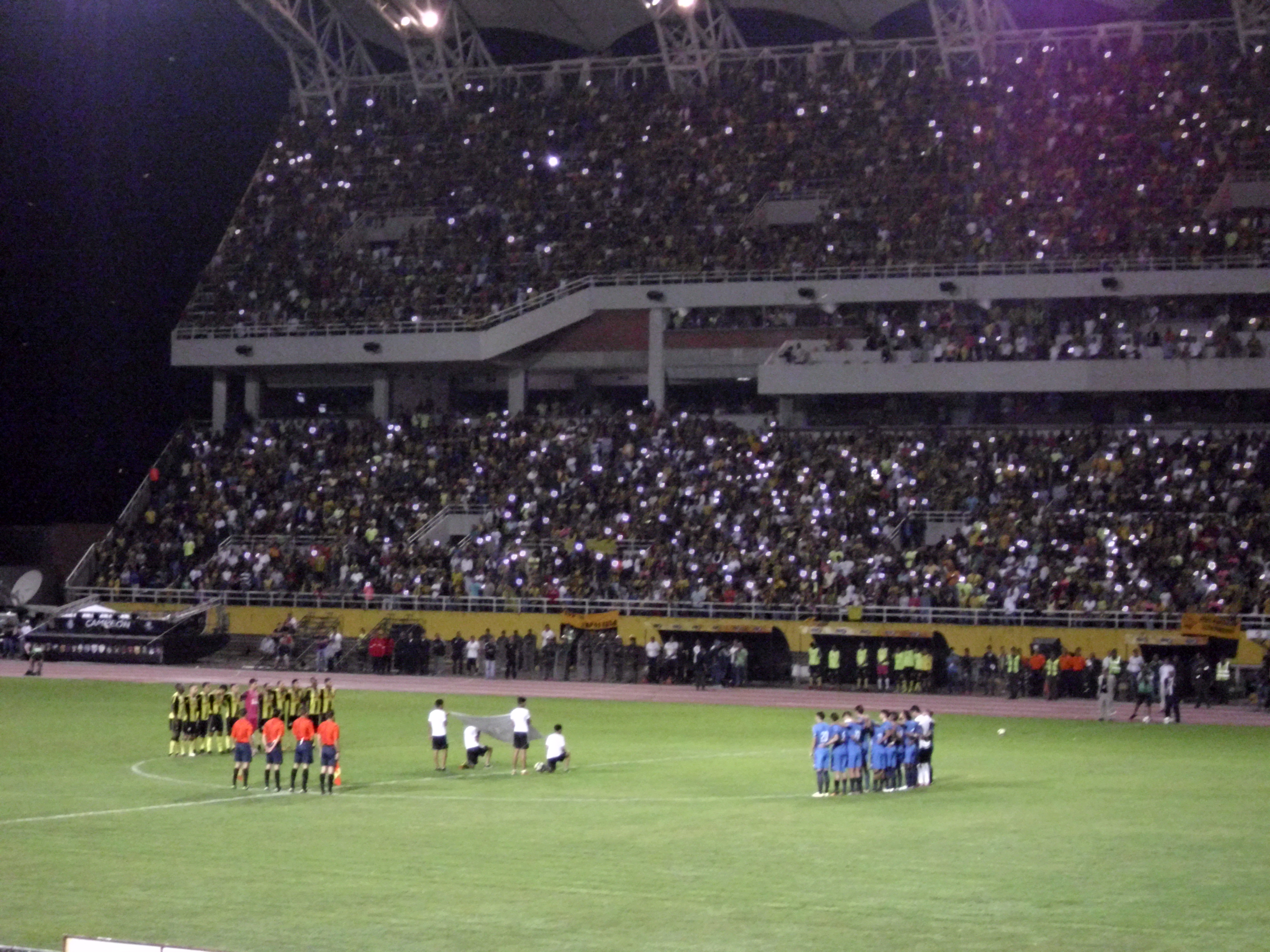
Un minuto di silenzio osservato prima di una partita di calcio a San Cristóbal, Venezuela.

#### FIFA
Il presidente della FIFA Gianni Infantino ha tenuto un discorso all'Arena Condá, lo stadio della Chapecoense, in una commemorazione pubblica. Un comitato che rappresentava la FIFA al servizio era composto dalle ex leggende del calcio Clarence Seedorf e Carles Puyol; e il giocatore del Real Madrid Lucas Silva. Infantino ha pronunciato il suo discorso al termine della funzione dicendo: "Oggi siamo tutti brasiliani, siamo tutti Chapecoenses". Il Nacional ha ricevuto il FIFA Fair Play Award per aver richiesto che il titolo della Copa Sudamerica fosse assegnato alla Chapecoense.

#### UEFA
La UEFA ha chiesto ufficialmente un minuto di silenzio in tutte le successive partite di Champions League ed Europa League in segno di rispetto. Il presidente Aleksander Ceferin ha dichiarato in un comunicato: "Il calcio europeo è unito nell'esprimere la sua più profonda solidarietà alla Chapecoense, alla confederazione calcistica brasiliana, alla CONMEBOL e alle famiglie di tutte le vittime del disastro aereo di questa settimana".

#### Federazioni calcistiche nazionali
La Federazione calcistica dell'Argentina ha inviato una lettera di sostegno alla Chapecoense offrendo prestiti gratuiti di giocatori dei club argentini.
La Federazione calcistica del Brasile (CBF) ha incoraggiato la Chapecoense a giocare la prossima partita in programma del Campeonato Brasileiro Série A contro il Clube Atlético Mineiro, parte del turno finale del torneo, come omaggio ai giocatori. Sia la Chapecoense che l'Atlético Mineiro si sono rifiutati di giocare la partita, ma non sono stati multati dalla Corte Superiore di Giustizia Sportiva.
Oltre a cambiare le loro immagini del profilo sui social media con una versione nera dello stemma della Chapecoense e a lanciare messaggi di solidarietà, altre squadre brasiliane si sono offerte di prestare i giocatori del club per il prossimo anno e hanno chiesto alla CBF di esentare la Chapecoense dalla retrocessione per i tre anni seguenti.
In Colombia, allo stadio dell'Atlético Nacional si è svolto un tributo di quattro ore proprio nel momento in cui avrebbe dovuto iniziare la partita programmata dalla Chapecoense. Hanno partecipato 40.000 spettatori con copertura in diretta su Fox Sports e live streaming su YouTube.
La Federazione calcistica dell'Uruguay ha dichiarato due giorni di lutto. Gli arbitri della federazione hanno indossato lo stemma della Chapecoense sulle maglie della 14ª giornata della Primera División Uruguaiana.

### Altro
Durante un'intervista, Roberto Canessa, membro di una squadra di rugby uruguaiana che era in viaggio per assistere a una partita nel 1972 quando il loro aereo si schiantò in quello che divenne noto come il Disastro aereo delle Ande, disse che voleva aiutare i sopravvissuti all'incidente.
Il club spagnolo dell'FC Barcelona ha ospitato la Chapecoense per un'amichevole di raccolta fondi il 7 agosto 2017, al fine di aiutare a ricostruire la squadra della Chapecoense. Il Barcellona ha vinto 5-0. Alan Ruschel, uno dei tre giocatori sopravvissuti, ha giocato la sua prima partita dopo la tragedia. Ha iniziato la partita da capitano e ha giocato fino al 35', quando è stato sostituito.
In tutte le copie di FIFA 17, i giocatori ricevevano gratuitamente l'emblema della Chapecoense da indossare per il loro FIFA Ultimate Team Club.

## Nella cultura di massa
Il volo LaMia 2933 è stato analizzato nella nona puntata della diciottesima stagione (S18:E9) del documentario Indagini ad alta quota con il titolo tragedia calcistica trasmesso da National Geographic Channel.